# Leinkraut-Blütenspanner

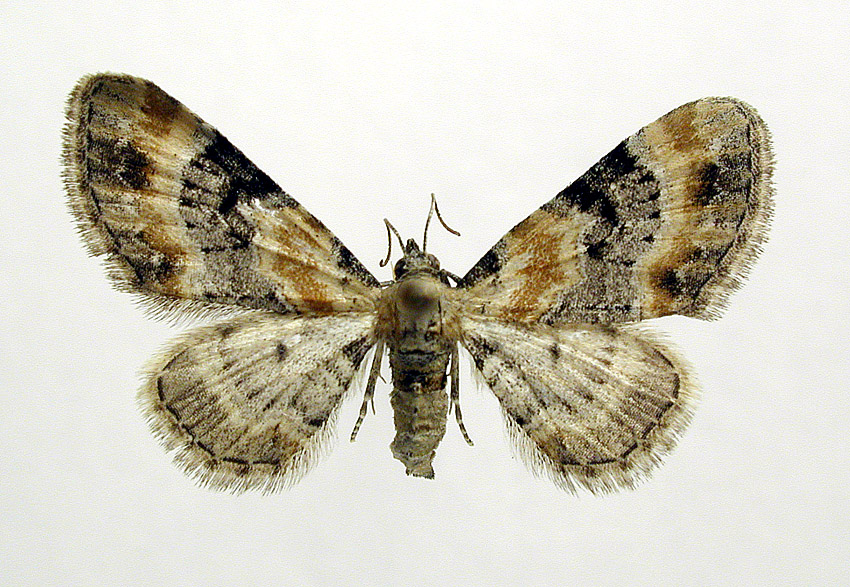
Präparat

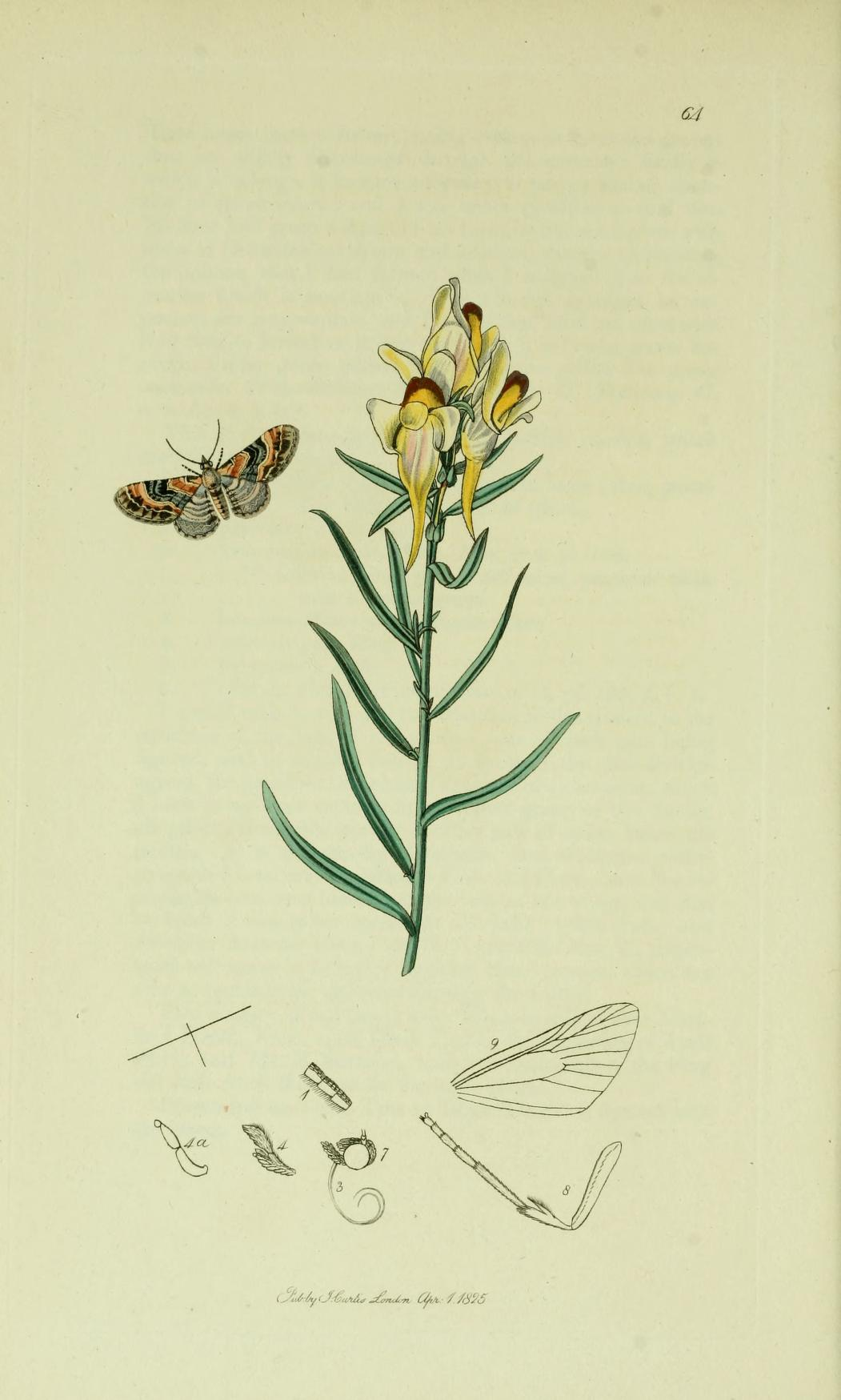
Illustration von John Curtis in British Entomology Volume 6, (1824–1839)

Der Leinkraut-Blütenspanner (Eupithecia linariata) ist ein Schmetterling (Nachtfalter) aus der Familie der Spanner (Geometridae). Das Artepitheton bezieht sich auf das Leinkraut (Linaria), die Nahrungspflanze der Raupen.

## Merkmale

### Falter
Die Flügelspannweite der Falter beträgt 14 bis 23 Millimeter. Die Grundfarbe der Vorderflügel ist gelbrot und zeigt eine breite blaugraue bis schwarzbraune, von weißen Querlinien eingefasste Mittelbinde, aus der sich ein dunkler, länglicher Diskalfleck nur undeutlich abhebt. Auch die Wellenlinie hat eine weiße Farbe. Nahe dem Saum befinden sich große dunkelbraune Flecke. Insgesamt wirken die Falter sehr bunt. Die Hinterflügel sind geringfügig heller als die Vorderflügel, haben ein aufgehelltes Wurzelfeld und zeigen einen kleinen schwarzen Mittelfleck. Das zweite Segment des Hinterleibs hat eine schwarzbraune Farbe.

### Raupe
Erwachsene Raupen sind glatt und gedrungen. Sie sind grünlich, gelblich oder ockerfarben gefärbt und zeigen auf jedem Segment eine deutliche graubraune, aus gezackten Querbändern oder Flecken bestehende Rückenzeichnung.

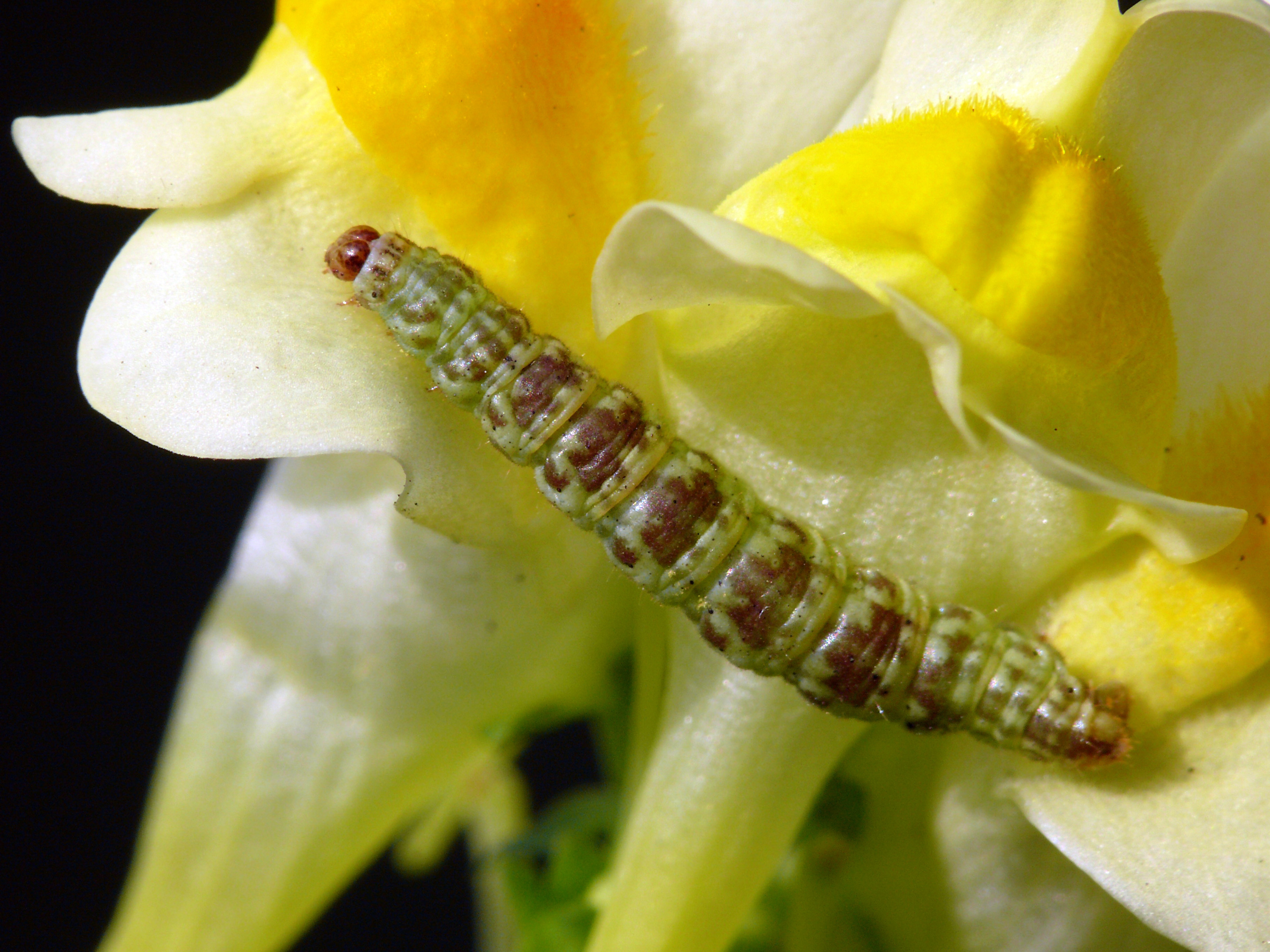
Grünlich gefärbte Raupe
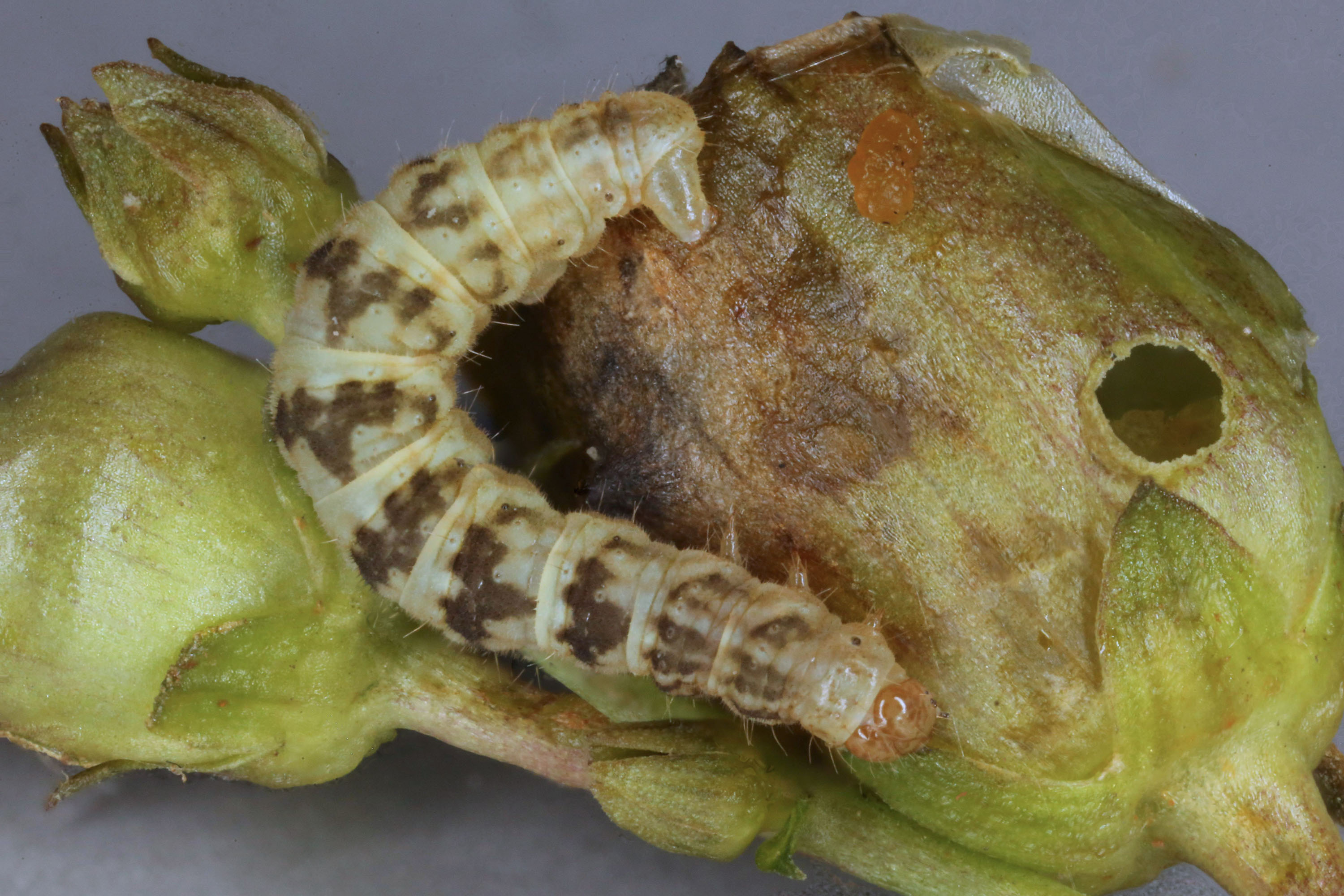
Ockerfarbene Raupe
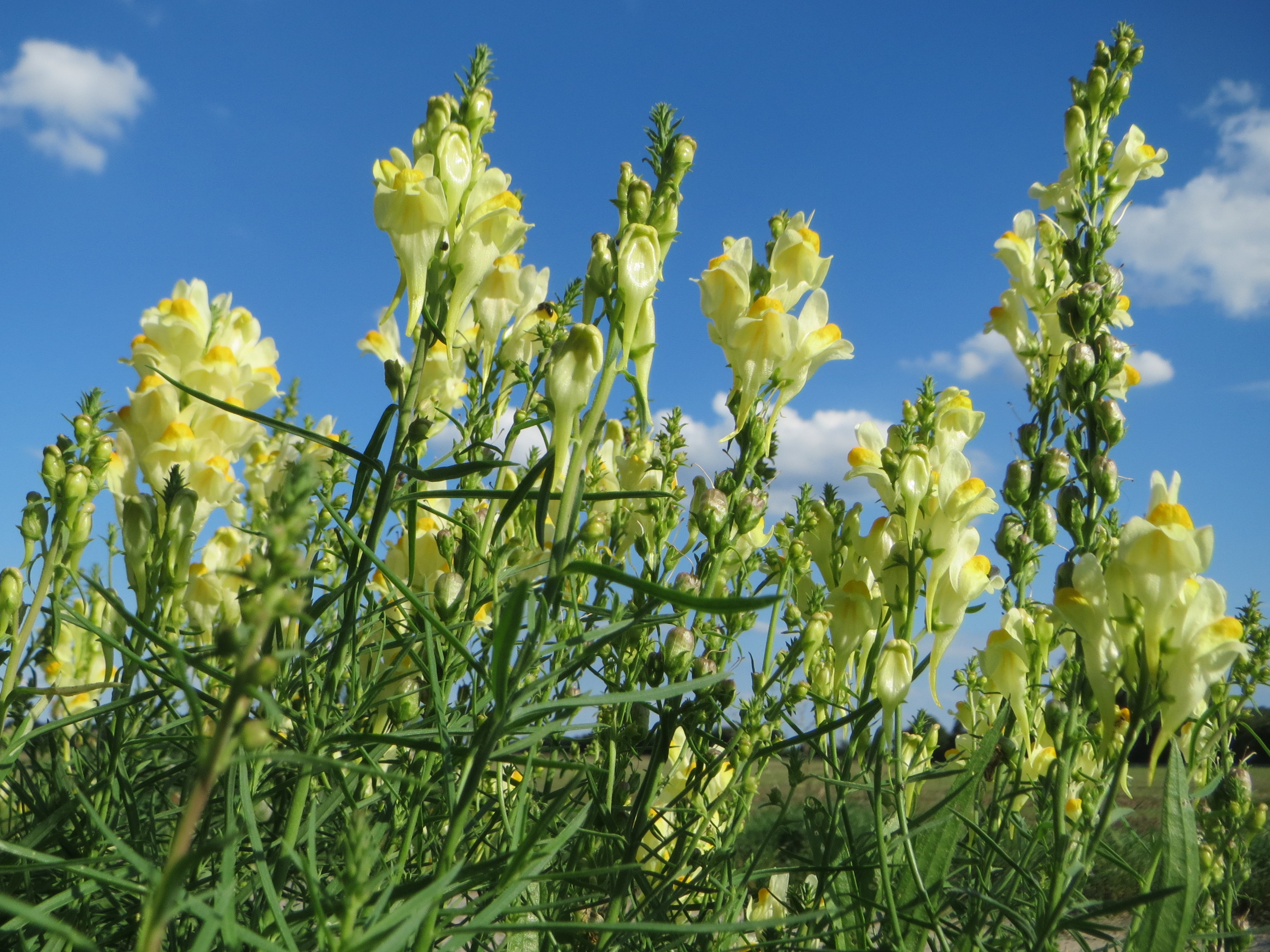
Echtes Leinkraut, eine Raupennahrungspflanze

### Puppe
Die bräunliche Puppe ist mit grünlichen Flügelscheiden versehen. Am Kremaster befinden sich zwei kräftige und sechs schwächer ausgebildete Hakenborsten.

### Ähnliche Arten
Der Rotfingerhut-Blütenspanner (Eupithecia pulchellata) sowie der Gelbfingerhut-Blütenspanner (Eupithecia pyreneata) sind beide etwas weniger kontrastreich gezeichnet. Eine genitalmorphologische Untersuchung ist bei abgeflogenen Exemplaren zur Bestimmung der jeweiligen Art in den meisten Fällen hilfreich. Deutlich sind hingegen die Unterschiede bei den Raupen, die bei E. pulchellata und E. pyreneata keine oder nur sehr geringe Zeichnungselemente aufweisen.

## Verbreitung und Vorkommen
Die Verbreitung der Art erstreckt sich durch Europa einschließlich der Britischen Inseln bis nach Russland sowie durch Kleinasien und den Nordiran bis nach Tadschikistan. Die Art besiedelt in erster Linie Ödländereien, Wegränder, Böschungen, Gartenanlagen  sowie Schuttplätzen und ist selbst mitten in Stadtgebieten zu finden. Das Vorkommen in den Alpen reicht bis in Höhen von 1600 Metern.

## Lebensweise
Die dämmerungs- und nachtaktiven Falter fliegen in den Monaten Mai bis September in zwei sich überschneidenden Generationen, wobei die zweite Generation nur in den südlichen Regionen regelmäßig auftritt. Deren Puppen überwintern. In der Nacht fliegen die Falter künstliche Lichtquellen an und besuchen die Blüten von Dolden- (Apiaceae) oder Korbblütlern (Asteraceae) zur Nahrungsaufnahme. Die Weibchen legen die Eier in die Knospenkegel oder an unreife Früchte der Nahrungspflanze. Die Raupen ernähren sich von den Blüten und Früchten von Leinkräutern (Linaria), überwiegend von Echtem Leinkraut (Linaria vulgaris), zuweilen auch von Streifen-Leinkraut (Linaria repens).

## Gefährdung
Der Leinkraut-Blütenspanner kommt in Deutschland verbreitet und meist zahlreich vor und wird auf der Roten Liste gefährdeter Arten als „nicht gefährdet“ eingestuft.